# Færder-Nationalpark
Der Færder-Nationalpark (norwegisch Færder nasjonalpark) ist ein Nationalpark in der norwegischen Provinz Vestfold auf dem Gebiet der Kommune Færder. Der Park wurde am 23. August 2013 als 44. Nationalpark Norwegens eröffnet. Er umfasst eine Fläche von 340 km², 325 davon sind Meeresfläche. Östlich liegt Norwegens erster Meeresnationalpark Ytre Hvaler.